# Akutan
Akutan (aleutiska: Achan-ingiiga) är en ort (city) i Aleutians East Borough i delstaten Alaska i USA. Orten har 1 589 invånare (2020), på en yta av 383,07 km².